# Клопамід
Клопамід — піперидиновий діуретик. Ця сполука належить до класу органічних сполук, відомих як бензолсульфонаміди. Це органічні сполуки, що містять сульфонамідну групу, яка пов’язана з бензольним кільцем.

## Механізм дії
Клопамід класифікується як тіазидоподібний діуретик та діє так само, як тіазидні діуретики. Він діє в нирках, у дистальному звивистому канальці нефрону, де інгібує симпортер хлориду натрію. Клопамід селективно зв'язується в місці зв'язування хлориду симпортера натрію хлориду в клітинах РСТ на люмінальній (внутрішній) стороні і, таким чином, перешкоджає реабсорбції хлориду натрію, спричиняючи еквіосмолярну екскрецію води разом із хлоридом натрію.

## Фармакологічна класифікація
Діуретики.Засоби, що сприяють виведенню сечі через вплив на функцію нирок.

## Побічні дії
Може викликати алергічну реакцію шкіри(Сенсибілізація шкіри)
Може викликати симптоми алергії чи астми або утруднення дихання при вдиханні.

## Взаємодія з іншими препаратами[2]
| Абакавір    | Клопамід може збільшити швидкість виведення абакавіру, що може призвести до зниження рівня препарату в сироватці крові та потенційного зниження ефективності.                        |
| Акарбоза    | Терапевтичну ефективність акарбози можна підвищити при застосуванні в комбінації з клопамідом.                                                                                       |
| Ацеклофенак | Клопамід може збільшити швидкість виведення ацеклофенаку, що може призвести до зниження концентрації препарату в сироватці крові та потенційного зниження ефективності ацеклофенаку. |
| Ацеметацин  | Терапевтична ефективність клопаміду може бути знижена при застосуванні в комбінації з ацеметацином.                                                                                  |
| Парацетамол | Клопамід може збільшити швидкість виведення парацетамолу, що може призвести до зниження рівня в сироватці крові та потенційного зниження ефективності препарату.                     |

## Синоніми
Brinaldix, Клопамід, Адурікс
Комбіновані: Кристипін, Норматенс